# Norma giuridica
Una norma giuridica, in diritto, indica una regola di condotta, il cui insieme concorre a disciplinare la vita organizzata. Dal punto di vista linguistico essa si costituisce di un precetto e di un testo, da non confondere l'uno con l'altro, avente la capacità di determinare, in maniera tendenzialmente stabile, l'ordinamento giuridico generale (ossia il diritto oggettivo).

## Descrizione
Una norma è una proposizione volta a stabilire un comportamento condiviso e i valori presenti all'interno di un gruppo sociale. Essa è finalizzata a regolare il comportamento dei singoli appartenenti al gruppo per assicurare la sua sopravvivenza e perseguire i fini che lo stesso ritiene preminenti.
In linea generale, la norma giuridica viene assimilata a una "regola di condotta", ovvero a un comando, che impone all'individuo un determinato comportamento. Il carattere "coattivo" della norma giuridica è, dunque, imprescindibile. Questo elemento centrale della norma giuridica contribuisce in modo determinante a differenziarla da altri tipi di norme, come quelle morali o religiose, che appartengono a una sfera non coattiva. L'individuo è libero o meno di assecondare un comando religioso o morale. Può sentirsi perfino obbligato a farlo, ma tale obbligo non è generalizzabile.
Affini alle norme giuridiche vere e proprie possono considerarsi quelle regole che appartengono più alla sfera morale, ma che, quando sono inserite in disciplinari di ordini professionali o di associazioni di produttori, possono prevedere anche sanzioni in caso di violazione.
La norma, chiamata anche fonte di produzione, si distingue dalla fonte del diritto, chiamata anche proposizione normativa o fonte di cognizione, che indica invece il testo e il documento dai quali la norma è desunta. Le due tipologie di fonti differiscono per l'opera di astrazione compiuta da un soggetto cosciente quale è il giudice naturale precostituito per legge. Il testo normativo è a sua volta oggetto di un procedimento di astrazione da parte del potere legislativo ed esecutivo che attingono alla tradizione e alla realtà in essere nella propria epoca storica.

### Caratteristiche
Le caratteristiche fondamentali di una norma giuridica sono le seguenti:
1. generalità: in quanto non è riferita a un singolo soggetto ma si riferisce a una pluralità di soggetti, ovvero a tutti coloro che si trovano nella situazione disciplinata[1];
2. astrattezza: in quanto la norma fa riferimento a un'ipotesi astratta e non al singolo caso concreto;
3. bilateralità: in quanto la norma riconosce un diritto a un soggetto e in contrapposizione impone un dovere o un obbligo a un altro soggetto;
4. relatività: la norma giuridica è relativa perché varia nel tempo e nello spazio, cioè all'interno dello Stato stesso e da Stato a Stato. Il diritto di uno Stato infatti non è sempre uguale a sé stesso, ma si modifica nel corso del tempo per effetto delle trasformazioni della società.

Nell'ambito del diritto privato, che disciplina i rapporti intersoggettivi fra le persone fisiche e le persone giuridiche, di solito le norme assumono un carattere dispositivo perché la loro applicazione può essere evitata e derogata da un diverso accordo esplicito fra le parti.
Gli atti o fatti da cui scaturiscono le norme giuridiche costituiscono le fonti del diritto, e, più esattamente, le fonti di produzione giuridica. Va detto che, in senso lato, possono considerarsi norme anche quelle che mancano dei caratteri della generalità e astrattezza, le quali, peraltro, non sono prodotte da fonti del diritto ma con atti giuridici in virtù di poteri dalle stesse attribuiti (si tratti di atti privati, come i contratti, o pubblici, come un provvedimento amministrativo o una sentenza). La norma non va in nessun caso confusa con la legge. Mentre la legge è un atto, la norma è la conseguenza di questo. La legge è una delle fonti del diritto, la norma è diritto. La norma è un comando che si ricava dall'interpretazione delle fonti del diritto. Le norme sono solitamente desumibili da una formulazione linguistica scritta (costituzione, legge, regolamento...) al fine di conferire alla stessa un alto grado di certezza e durevolezza nel tempo.
Diverse dalle norme giuridiche, che prescrivono comportamenti vincolanti per il diritto, sono le norme etiche, morali, sociali, che vincolano solo nel cosiddetto foro interno (della coscienza) ovvero sotto il profilo meramente sociale, di pura cortesia. In sintesi si può definire "norma giuridica", una prescrizione generale e astratta che identifica ed enuncia gli interessi vigenti in un gruppo sociale e appresta le procedure per la loro tutela e il loro concreto soddisfacimento e della quale, pertanto, deve essere garantita l'osservanza.

## Analisi strutturale

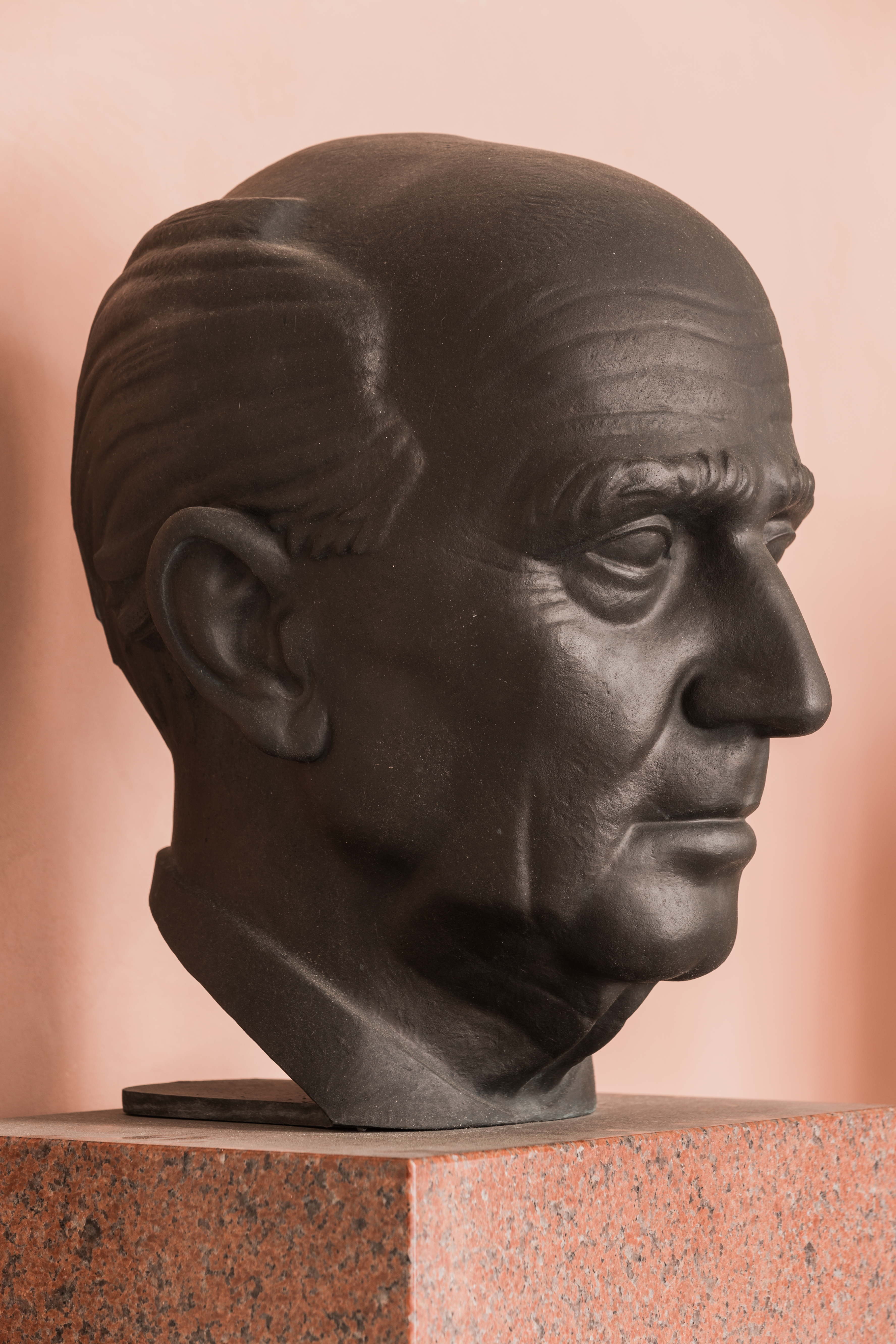
Busto di Hans Kelsen all'Università di Vienna.

La più semplice struttura della prescrizione è "A deve B", laddove A è un soggetto, il destinatario della prescrizione, mentre B è l'oggetto della prescrizione, il comportamento dovuto da A. Questa formula identifica quindi la norma giuridica con il comando (imperativo). Gli studi del grande giurista Hans Kelsen, d'impostazione antimperativistica, ribaltano questa concezione della norma e pongono la sanzione in posizione centrale; secondo questa nuova concezione la formula può essere riscritta come "se A, deve essere B", ove A rappresenta l'azione illecita, mentre B configura la sanzione che ne consegue. In questo modo Kelsen vuole asserire che il fatto illecito A è considerato tale solo perché l'ordinamento giuridico ha predisposto una sanzione B per esso e a esso conseguente. 
Come detto, questa formula stravolge le vecchie concezioni della norma e per questo è fra i temi principali di dibattito fra i giuristi. Oggi il significato di norma si è peraltro ampliato, precisamente in due direzioni: attraverso l'abbandono del significato di "normativo" come prescrittivo (precettivo, imperativo) e attraverso la rinuncia al carattere della normalità. Infatti nel linguaggio giuridico "norma" non viene più utilizzato solo per indicare proposizioni prescrittive, ma anche permissive e attributive; tant'è che sono state "scoperte" nuove norme chiamate appunto permissive (negano gli effetti di norme imperative precedenti, quindi danno il permesso esclusivo e momentaneo di fare una cosa prima impedita da un'altra norma), attributive (attribuiscono un potere), privative (tolgono un potere).
Anche riguardo al significato principale, quello appunto di norma come prescrizione, va rilevato che la forza prescrittiva non è esplicata con uguale intensità da tutte le norme giuridiche: esistono infatti norme incondizionate, poiché l'obbligo a cui è sottoposto il destinatario non è subordinato al verificarsi o meno di una condizione, e norme condizionate, nelle quali l'obbligo è invece subordinato a una condizione. Esistono inoltre norme strumentali che prevedono un comportamento non buono in sé stesso, ma buono al raggiungimento di un dato scopo, e norme finali, che stabiliscono il fine che deve essere raggiunto ma non i mezzi, che sono quindi lasciati alla discrezione del destinatario. Esistono inoltre le direttive, norme non obbliganti ma soltanto accompagnate dall'obbligo di tenerle presenti e di non discostarsene se non per motivi plausibili.

## Nell'Unione Europea
Va tenuto presente che nel diritto dell'Unione Europea si parla invece di direttive con riferimento ad atti degli organi comunitari che gli stati membri hanno l'obbligo di recepire con leggi ordinarie nazionali e che, in alcuni casi, possono anche produrre effetti diretti negli ordinamenti degli stessi pur in assenza di recepimento.
Alcuni tipi di norme:
- norme dispositive, che integrano o sostituiscono una volontà che sia stata dichiarata in modo incompleto o insufficiente, sicché possono sempre essere derogate dalla diversa volontà delle parti, a differenza delle norme imperative che sono inderogabili.
- norme di conflitto, sono disposizioni strumentali non finalizzate alla disciplina materiale del rapporto giuridico ma alla risoluzione di controversie aventi come oggetto situazioni non totalmente interne. Esse agiscono in maniera indiretta richiamando la norma straniera. L'oggetto delle norme di conflitto sono le fattispecie stesse che presentano elementi di estraneità. Dunque la norma di conflitto ha la funzione di individuare la legge (diritto secondo la legge di riforma italiana n. 218/1995) applicabile. In tal senso la concezione di norma di conflitto può essere bilaterale (richiamo di un ordinamento straniero) o unilaterale (richiamo del diritto del proprio ordinamento interno).

Un discorso a parte meritano le raccomandazioni, che non sono vere e proprie norme in quanto non danno origine a un obbligo di uniformarsi a una statuizione ma, più propriamente, a un obbligo secondario, cioè quello di prendere le misure necessarie all'attuazione di un obbligo primario. Le raccomandazioni sono tipiche del diritto internazionale.

## Nel diritto canonico della Chiesa Cattolica
Il diritto canonico della Chiesa cattolica definisce con Tommaso d'Aquino la norma come ordinatio rationis ad bonum commune (ordinamento della ragione al bene comune).
In altre parole, la norma introduce un ordinamento nei fatti umani, ordinamento che deve essere conforme all'ordine divino e naturale della creazione voluto da Dio creatore. 
Nel diritto canonico, il bene comune di cui parla la definizione è la salvezza delle anime, sancita dall'ultimo canone del Codice di diritto canonico come bene supremo e fine di tutta l'attività ecclesiale e sacerdotale. 
La legge ecclesiastica è un tipo di norma scritta promulgata da un'autorità ecclesiastica che è titolare della potestà legislativa. Tali autorità sono i Papi e i vescovi la cui potestà legislativa non è delegabile a terzi.
Alberto Magno identifica tre soggetti della norma: il popolo che la accetta; il giureconsulto che la redige con la sua scienza giuridica; il principe che, come mero notaio, la firma e le conferisce la sua autorità.